# Фіорентіна (Порту-Нову)
Групу Дешпортіву, Рекреатіву і Культурал Фіорентіна або просто Фіорентіна (Порту-Нову) (порт. Grupo Desportivo, Recreativo e Cultural Fiorentina) — професіональний кабовердійський футбольний клуб з міста Порту-Нову, на острові Санта-Антау.

## Історія
- 1994 - виник футбольний клуб, який пізніше отримав назву Фіорентина (ФФК);
- 1997 - ФК «Фіорентина» виграв свій перший трофей;
- 2003 - Відродження Фіорентини;
- 2005 - офіційно зареєстровано клуб (БО № 05, Серія III від 11 лютого);
- 2005 - Клуб починає виступати в Молодіжному Чемпіонаті міста Порту-Нову;
- 2006 - Початок виступів Фіорентини в офіційних змаганнях з футболу;
- 2006 - Бузковий колір стає офіційним кольорм клубу;
- 2006 - доктор Амадеу Круж, Голова Палати Порту-Нову, отримує звання почесного президента;
- 2006 - починає виходити клубна газета;
- 2007 - команда вперше в своїй історії перемагає в Кубку міста Порту-Нову;
- 2007 - Фіорентіна стає повноправним членом Регіональної Футбольної асоціації Порту-Нову (Санту-Антау Південь);
- січень 2008 - команда стає переможцем Відкритого Чемпіонату острова Санту-Антау (Південь) сезону 2007/08 років;
- травень 2008 - Фіорентіна перемагає в Чемпіонаті острова Санту-Антау (Південь);
- травень 2008 - клуб вперше починає виступати в Національному Чемпіонаті;
- травень 2008 - перша перемога Фіорентини в національному Чемпіонаті з рахунком 1:0 (над «Скорпіунш»);
- листопад 2008 - клуб перемагає в Суперкубку «Філіпе Гонсалвіша»;
- 2010 - керівництво клубу, після трьох років членства, ухвалило рішення про припинення членства в острівній федерації футболу;
- липень 2011 року - відкривається інтернет-блог про клуб;
- 2012 - Фіорентина відновлює виступи в Чемпіонаті острова;
- 2012 - відкриття клубної бази.

## Досягнення
- Чемпіонат острова Санту-Антау (Південь): 1 перемога

2007/08
- Суперкубок міста Порту-Нову: 1 перемога

2008/09

## Історія виступів у чемпіонатах та кубках

### Національний чемпіонат
| Сезон    | Див.     | Міс.     | Іг. | В | Н | П | ЗМ | ПМ | РМ | О | Кубок | Примітки     | Плей-оф         | Playoffs |
| -------- | -------- | -------- | --- | - | - | - | -- | -- | -- | - | ----- | ------------ | --------------- | -------- |
| 2008     | 1B       | 5        | 5   | 0 | 2 | 3 | 2  | 8  | -6 | 2 |       | Не пробилися | Не брали участі |          |
| Загалом: | Загалом: | Загалом: | 5   | 0 | 2 | 3 | 2  | 8  | -6 | 2 |       |              |                 |          |

### Острівний чемпіонат
| Сезон   | Див. | Міс. | Іг. | В | Н | П | ЗМ | ПМ | РМ | О | Кубок | Суперкубок | Примітки                          |
| ------- | ---- | ---- | --- | - | - | - | -- | -- | -- | - | ----- | ---------- | --------------------------------- |
| 2007-08 | 2    | 1    | -   | - | - | - | -  | -  | -  | - |       |            | Вихід до національного Чемпіонату |
| 2008-09 | 2    |      | -   | - | - | - | -  | -  | -  | - |       | Переможець |                                   |

## Деякі статистичні дані
- Найкращий рейтинг: 5-те місце (національний чемпіонат)
- Загальна кількість забитих м'ячів: 2 (національний чемпіонат)
- Загальна кількість набраних очок: 2 (національний чемпіонат)